# Usťja
Usťja (rusky Устья) je řeka v Archangelské oblasti v Rusku. Je 477 km dlouhá. Povodí má rozlohu 17 500 km².

## Průběh toku
Ústí zprava do řeky Vagy (povodí Severní Dviny). Hlavními přítoky jsou Lojga, Kočkurga, Kokšenga zleva.

## Vodní režim
Převládajícím zdrojem vody jsou sněhové srážky. Nejvyšších vodních stavů dosahuje od dubna do června. Průměrný roční průtok vody ve vzdálenosti 107 km od ústí činí přibližně 92,4 m³/s. Zamrzá ve druhé polovině října až v listopadu a rozmrzá ve druhé polovině dubna až v první polovině května.

## Využití
Při vyšším stavu vody je splavná pro vodáky. Vodní doprava je možná na dolním toku. Na řece leží město Okťabrskij, centrum Usťjanského okresu.